# Meritzer Williams
Meritzer Williams (sinh ngày 1 tháng 1 năm 1989) là một vận động viên chạy nước rút của Saint Kitts và Nevis, chuyên về 200 mét. Cô sinh ra ở Charlestown.
Thời gian tốt nhất cá nhân của cô là 11,57 giây trong 100 mét, đạt được vào tháng 5 năm 2008 tại Provo; và 22,96 giây trong 200 mét, đạt được vào tháng 6 năm 2008 tại Basseterre.

## Thành tích
| Năm                               | Giải đấu                                     | Địa điểm                                 | Thứ hạng                          | Nội dung                          | Chú thích                         |
| Representing Saint Kitts và Nevis | Representing Saint Kitts và Nevis            | Representing Saint Kitts và Nevis        | Representing Saint Kitts và Nevis | Representing Saint Kitts và Nevis | Representing Saint Kitts và Nevis |
| --------------------------------- | -------------------------------------------- | ---------------------------------------- | --------------------------------- | --------------------------------- | --------------------------------- |
| 2006                              | CARIFTA Games (U-20)                         | Les Abymes, Guadeloupe                   | 5th (h)                           | 200 m                             | 25.86 (0.5 m/s)                   |
| 2006                              | CARIFTA Games (U-20)                         | Les Abymes, Guadeloupe                   | 5th                               | 4 × 100 m relay                   | 48.06                             |
| 2007                              | CARIFTA Games (U-20)                         | Providenciales, Turks and Caicos Islands | 5th (h)                           | 100 m                             | 12.02 (1.0 m/s)                   |
| 2008                              | CARIFTA Games (U-20)                         | Basseterre, Saint Kitts và Nevis         | 2nd                               | 100 m                             | 11.41 w (2.5 m/s)                 |
| 2008                              | CARIFTA Games (U-20)                         | Basseterre, Saint Kitts và Nevis         | 2nd                               | 200 m                             | 23.11 (1.4 m/s)                   |
| 2008                              | CARIFTA Games (U-20)                         | Basseterre, Saint Kitts và Nevis         | 4th                               | 4 × 100 m relay                   | 45.99                             |
| 2008                              | World Junior Championships                   | Bydgoszcz, Ba Lan                        | 7th                               | 100 m                             | 11.82 (−0.6 m/s)                  |
| 2008                              | World Junior Championships                   | Bydgoszcz, Ba Lan                        | 2nd                               | 200 m                             | 23.40 (−0.9 m/s)                  |
| 2008                              | World Junior Championships                   | Bydgoszcz, Ba Lan                        | 6th                               | 4 × 100 m relay                   | 45.10                             |
| 2009                              | Central American and Caribbean Championships | Havana, Cuba                             | 1st                               | 4 × 100 m relay                   | 43.53 NR                          |